# 内野
内野（ないや）とは、
1. 野球やソフトボールで、本塁・一塁・二塁・三塁を頂点とする正方形の区域のことで、ダイヤモンドとも呼ぶ。正方形の一辺の長さは野球が90フィート、ソフトボールが60フィート。
2. ドッジボールでコートの内部の区域のことである。

## 野球における内野
公認野球規則に定められた厳密な定義では、本塁・一塁・二塁・三塁を頂点とする正方形の区域（ダイヤモンド）を内野という。しかし、一塁 - 二塁間および二塁 - 三塁間のベースラインより後方に引かれたグラスライン（土と芝生の境。全面芝色の人工芝の野球場では白線が引かれている）が内野と外野の境界と解釈されることが多く、グラスラインはインフィールドアークとも表現される。このベースラインとグラスラインの間の区域は、内外野総天然芝の野球場でも芝を張らず土となっており、全面人工芝の野球場でも同様もしくは人工芝を土色に着色することが多い。
インフィールドフライの適用ゾーンと理解されている向きがあるが、グラスラインやベースラインはルールには関係しない。内野と外野はフェアゾーンにおける区別であり、ファウルゾーンには内野と外野の区別はないが、グラスラインやベースラインを延長して、本塁寄りのファウルゾーンを、内野のファウルゾーンとみることもある。
グラスラインは公認野球規則で投手板の中心から半径95フィートの距離（許容誤差±1フィート）と規定されているが、日本では適用されない。投手板は本塁の頂点から60.5フィートの距離にあり、ダイヤモンドの中心ではなく、やや本塁寄りとなる。投手板の周囲に直径18フィートのマウンド、本塁の周囲に直径26フィートのダートサークルが設けられる。

## ドッジボールにおける内野
ドッジボールにおいて内野は、コートの内側の区域である。ボールを当てられた内野のプレイヤーは、外野に出なければならない。